# Roger Vadim
Roger Vadim, nome artístico de Roger Vladimir Plemiannikov (Paris, 26 de janeiro de 1928 — 11 de fevereiro de 2000) foi um cineasta, produtor e roteirista cinematográfico francês.

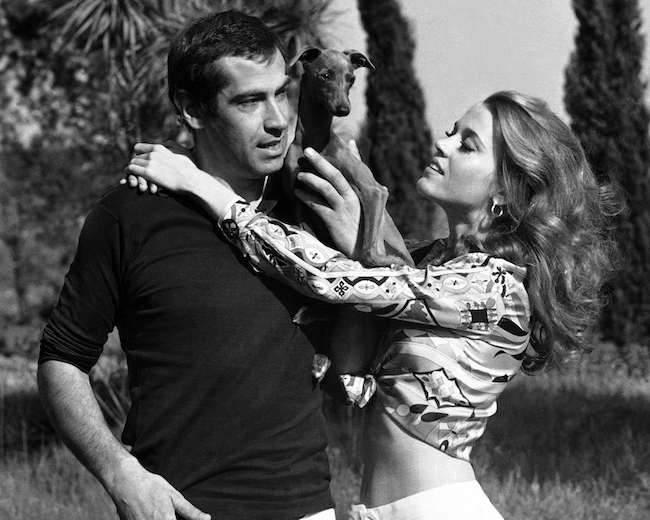
Roger Vadim e Jane Fonda em Roma, 1967.

Seu primeiro filme de expressão, E Deus Criou a Mulher (1956) causou grande repercussão internacional devido ao modo como tratou a sexualidade, o que ajudou a mudar a cara da indústria cinematográfica. Entre outros filmes de sua autoria estão Ao Cair da Noite (1958) e Barbarella (1968).
Além de conhecido pelo seu trabalho no cinema, também tornou-se famoso por ter sido marido das belas atrizes Brigitte Bardot (que fez dois abortos, com seu consentimento), Catherine Deneuve (com quem tem um filho: Christian Vadim) e Jane Fonda (com quem tem uma filha Vanessa Vadim), casamentos sobre os quais escreveu um livro autobiográfico.
Roger foi ainda casado com Annette Vadim com quem tem uma filha, Nathalie Vadim.

## Principais Trabalhos
- 1956 - E Deus Criou a Mulher
- 1958 - Ao Cair da Noite
- 1968 - Barbarella
- 1968 - Histoires extraordinaires (co-realização)
- 1973 - Se Don Juan Fosse Mulher
- 1988 - E Deus Criou a Mulher (1988) - refilmagem do original

## Morte
Roger Vadim morreu em 11 de fevereiro de 2000, aos 72 anos de idade, vítima de um câncer. Suas ex-companheiras, Brigitte Bardot, Jane Fonda e Catherine Deneuve estiveram em seu funeral. Vadim está sepultado no Cemitério Marinho de Saint-Tropez, em Saint-Tropez, França.

## Ligações Externas
Roger Vadim (em Inglês) no Internet Movie Database.